# Tregua del Eid al-Adha
La Tregua del Eid al-Adha es un acuerdo establecido en 2012 entre los dos bandos beligerantes de la Guerra Civil Siria  para intentar frenar durante 4 días los enfrentamientos coincidiendo con la festividad musulmana de Eid al-Adha. El alto al fuego fue planeado por el enviado especial de la ONU, Lakhdar Brahimi.
A tan sólo unas horas de su inicio, ya había acusaciones de incumpliento por parte de ambos bandos, y cientos de personas fallecieron como fruto de los combates.

## Antecedentes
Desde principios de 2011, en Siria se produjeron levantamientos contra el gobierno del presidente Bashar al-Asad (de manera simultánea al resto de países árabes).
Las manifestaciones fueron reprimidas por el gobierno y lo que en principio era una revolución pacífica se tornó en una guerra civil que se ha cobrado más de 35.000 vidas.
La ONU y la Liga Árabe intentaron poner fin al conflicto y enviaron varias misiones de observadores. El principal encargado del proyecto fue Kofi Annan, pero, luego de su fracaso, cedió el cargo al argelino Lakhdar Brahimi, quien ideó este alto al fuego coincidiendo con una de las festividades musulmanes más importantes.

## Desarrollo

### Primer día: 27 de octubre
Al menos 146 personas murieron en el primer día de alto fuego declarado, y tanto el ejército sirio como los opositores se acusaron mutuamente de violar la tregua.
Los principales altercados tuvieron lugar en las ciudades de Homs, Maarat al-Numan, Deraa y Damasco. En esta última ciudad, la capital, un coche explotó y se cobró la vida de 5 personas.
En cualquier caso, decenas de personas aprovecharon la disminución de la violencia para salir a las calles de nuevo y pedir el fin del gobierno de Bashar al-Asad.